# Tatsuya Masushima
Tatsuya Masushima (吉弘 充志?, Masushima Tatsuta; Chiba, 22 aprile 1985) è un allenatore di calcio ed ex calciatore giapponese, di ruolo difensore, tecnico del Shibuya City.